# Bori Csuha
Bori Csuhová (maď. Csuha Bori, Csuha Borbála; * 26. prosince 1986, Budapešť, Maďarsko) je maďarská herečka. Významná je její práce v oblasti dabingu filmů, seriálů a animovaných sérií.

## Životopis
Dabingovou kariéru začala ve věku 5 let. Studovala v divadle „Bárka“ v Budapešti. Jejími rodiči jsou Lajos Csuha a Ildikó Sz. Nagy, členové budapešťského operetního divadla.

## Divadelní role
- Budapešťské operetní divadlo (1995): Valahol Európában
- Divadlo „Thália” (1997): Annie (Annie)
- Rock és Musical Színház: Kiálts a Szeretetért! (Jacinte)[2]

### Divadlo „Bárka“
V letech 2006-2009 studovala v divadle „Bárka“.
| Inscenace    | Role                     | Autor                          |
| ------------ | ------------------------ | ------------------------------ |
| Don Carlos   | Herec vo vedľajšej úlohe | Friedrich Schiller             |
| Girlspell    |                          | György Gebora                  |
| Mágnás Miska | Rolla                    | Albert Szirmai, Károly Bakonyi |
| Annie        | Annie                    |                                |

## Filmové role
| Název                | Role          |
| -------------------- | ------------- |
| Made in Hungaria     | kis vörös     |
| Papírrepülők         | Zsani         |
| Hacktion: Újratöltve | Vörös Melinda |

## Dabingové role

### Filmy
| Název                       | Úloha             | Herec                |
| --------------------------- | ----------------- | -------------------- |
| Alkonyat                    | Bella Swan        | Kristen Stewart      |
| Alkonyat – Hajnalhasadás    | Bella Swan        | Kristen Stewart      |
| Alkonyat – Napfogyatkozás   | Bella Swan        | Kristen Stewart      |
| Alkonyat – Újhold           | Bella Swan        | Kristen Stewart      |
| Apa ég!                     | Jamie             | Leighton Meesterová  |
| Csapd le, csimpánz!         | Tara Westover     | Jamie Renée Smith    |
| Ház az utca végén           | Elissa            | Jennifer Lawrenceová |
| Könnyű nőcske               | Olive Penderghast | Emma Stoneová        |
| Mr. Elszánt, a balfék       | Ginger Cronenberg | Dah-ve Chodan        |
| Megkutyulva                 | Zoey Stevens      | Zendaya              |
| Pillangó-hatás              | 13-ročná Kayleigh | Irene Gorovaia       |
| Scott Pilgrim a világ ellen | Kim Pine          | Alison Pill          |
| Vénusz                      | Jessie            | Jodie Whittaker      |

### Seriály
| Název                        | Role                          | Herec                         |
| ---------------------------- | ----------------------------- | ----------------------------- |
| A farm, ahol élünk           | Cassandra Cooper/Jenny Wilder | Missy Francis/Shannen Doherty |
| A világűr Robinsonjai        | True Danziger                 | J. Madison Wright             |
| Bizaardvark                  | Frankie Wong                  | Madison Hu                    |
| Csajok a zŰrből              | Madison                       | Paige Houden                  |
| Csók és csata                | Rebeca Marcano                | –                             |
| Derült égből család          | Lux Cassidy                   | Scarlett Gruber               |
| Eva Luna                     | Liliana Solis                 | Silvia Priscila Perales       |
| Harmadik műszak              | Emily Yokas (2. hlas)         | Bonnie Dennison               |
| Házi háború                  | Hillary Gold                  | Kaylee DeFer                  |
| Hazudj, ha tudsz (Lie to me) | Emily Lightman                | Hayley McFarland              |
| Indul a risza!               | Raquel „Rocky” Blue           | Zendaya                       |
| JONAS                        | Macy Misa                     | Nicole Anderson               |
| K.C., a tinikém              | K.C. Cooper                   | Zendaya                       |
| Lazy Town                    | Trixie                        |                               |
| Makoi hableányok             | Evie McLaren                  | Gemma Forsyth                 |
| Nyári álmok                  | Daphné                        | Caroline Guerin               |
| Penny a Marsból              | Penny Mendez                  | Olivia Mai Barrett            |
| Szünidei napló               | Romi                          |                               |
| Sherlock                     | Molly Hooper                  | Louise Brealey                |
| Teen Wolf                    | Malia Tate                    | Shelley Henning               |
| Tiltott szerelem             | Cemile                        | Pelin Ermiş                   |
| Tinik, tenisz, szerelem      | Megan O’Connor                | Jaclyn Linetsky               |
| Violetta                     | Violetta Castillo             | Martina Stoessel              |
| V, mint Viktória             | Trina Vega                    | Daniella Monet                |
| Binny és a szellem           | Luca Schuster                 | Eliz Tabea                    |
| A legboszibb boszi           | Lily Archer                   | Melissa Carcache              |

### Animované filmy
| Název                                                | Role               | Původní herec    |
| ---------------------------------------------------- | ------------------ | ---------------- |
| Barbie: A Hercegnőképző                              | Hadley             | ?                |
| Csingiling és a nagy tündérmentés                    | Csak hinni kell    | Skylar Grey      |
| Az öt legenda                                        | Fog                | Isla Fisher      |
| Pán Péter                                            | Tigris Lilly       | ?                |
| Rontó Ralph                                          | Túrós Mézes-Krémes | Josie Trinidad   |
| Szivárványvarázs – Visszatérés az Esővarázs-szigetre | Kirsty Tate        | Lucy Delaiche    |
| Trollok                                              | Pipacs hercegnő    | Anna Kendrick    |
| My Little Pony: Equestria Girls – Szivárványvarázs   | Sonata Dusk        | Maryke Hendrikse |
| Thomas és barátai – A nagy verseny                   | Ashima             | Tina Desai       |

### Animované seriály
| Název                                 | Role                                                                                    |
| ------------------------------------- | --------------------------------------------------------------------------------------- |
| A Lármás család                       | Leni                                                                                    |
| Amerikai sárkány                      | Rose                                                                                    |
| Arthur                                | Fern Walters                                                                            |
| Avatár – Aang legendája 2. könyv      | Smellerbee                                                                              |
| Bibi Blocksberg                       | Marita                                                                                  |
| Bubbi Guppik                          | Molly                                                                                   |
| DC Super Hero Girls: Tini szuperhősök | Csillagfény (1. hlas)                                                                   |
| Én kicsi pónim                        | Cherries Jubilee                                                                        |
| Én kicsi pónim: Varázslatos barátság  | Scootaloo (1. série), Sweetie Belle (série 2–7), Diamond Tiara (3. série), úvodní píseň |
| Fixi, Foxi és barátaik                | Lupini (obsazení 2: 1. série)                                                           |
| Gondos Bocsok                         | Csodaszív bocs                                                                          |
| Heathcliff – A csacska macska         | Marcy                                                                                   |
| Horseland – A lovasklub               | Molly Washington                                                                        |
| Huntik – A Titánok nyomában           | Sophie Casterwill                                                                       |
| KaBlam!                               | Loopy                                                                                   |
| Léna farmja                           | Anais                                                                                   |
| Littlest Pet Shop                     | Whittany Biskit                                                                         |
| Madeline új kalandjai                 | ?                                                                                       |
| Mia és én                             | Mia                                                                                     |
| Miraculous                            | Rose Lavillant                                                                          |
| Mysticons                             | Emerald Goldenbraid                                                                     |
| Penn Zero, a félállású hős            | Sashi Kobayashi                                                                         |
| Sárkányok: A Hibbant-sziget harcosai  | Astrid Hofferson                                                                        |
| Simsala Grimm                         | ? (2. série)                                                                            |
| Steven Universe                       | Connie Maheswaran                                                                       |
| Szandra, a mesenyomozó                | Raquel                                                                                  |
| Szófia hercegnő                       | Hildegard hercegnő                                                                      |
| Szünet                                | Gretchen Grundler                                                                       |
| Tappancsmesék                         | Pircsi / Viola (obsadenie 2: 1. série, 2. série)                                        |
| The Batman                            | Méregcsók                                                                               |
| Tini titánok, harcra fel!             | Csillagfény                                                                             |
| Zsebkutyusok                          | Mela                                                                                    |
| Monster High                          | Posea Reef                                                                              |
| Milo Murphy törvénye                  | Melissa Chase                                                                           |

### Anime
| Název                                            | Role              |
| ------------------------------------------------ | ----------------- |
| Bleach                                           | Kurosaki Yuzu     |
| Chihiro Szellemországban                         | Chihiro           |
| Death Note                                       | Amane Misza       |
| D.Gray-man                                       | Mimi (1. hlas)    |
| Dragon Ball GT                                   | Marron            |
| Földtenger varázslója                            | Theru             |
| Fullmetal Alchemist – A bölcsek kövének nyomában | Lydia (35. díl)   |
| Fullmetal Alchemist: Testvériség                 | Lan Fan           |
| Sonic X                                          | Bokkun (3. série) |